# Georges-Louis Germain
Georges-Louis Germain, francoski general, * 1877, † 1954.